# Aftab Ahmad Khokher

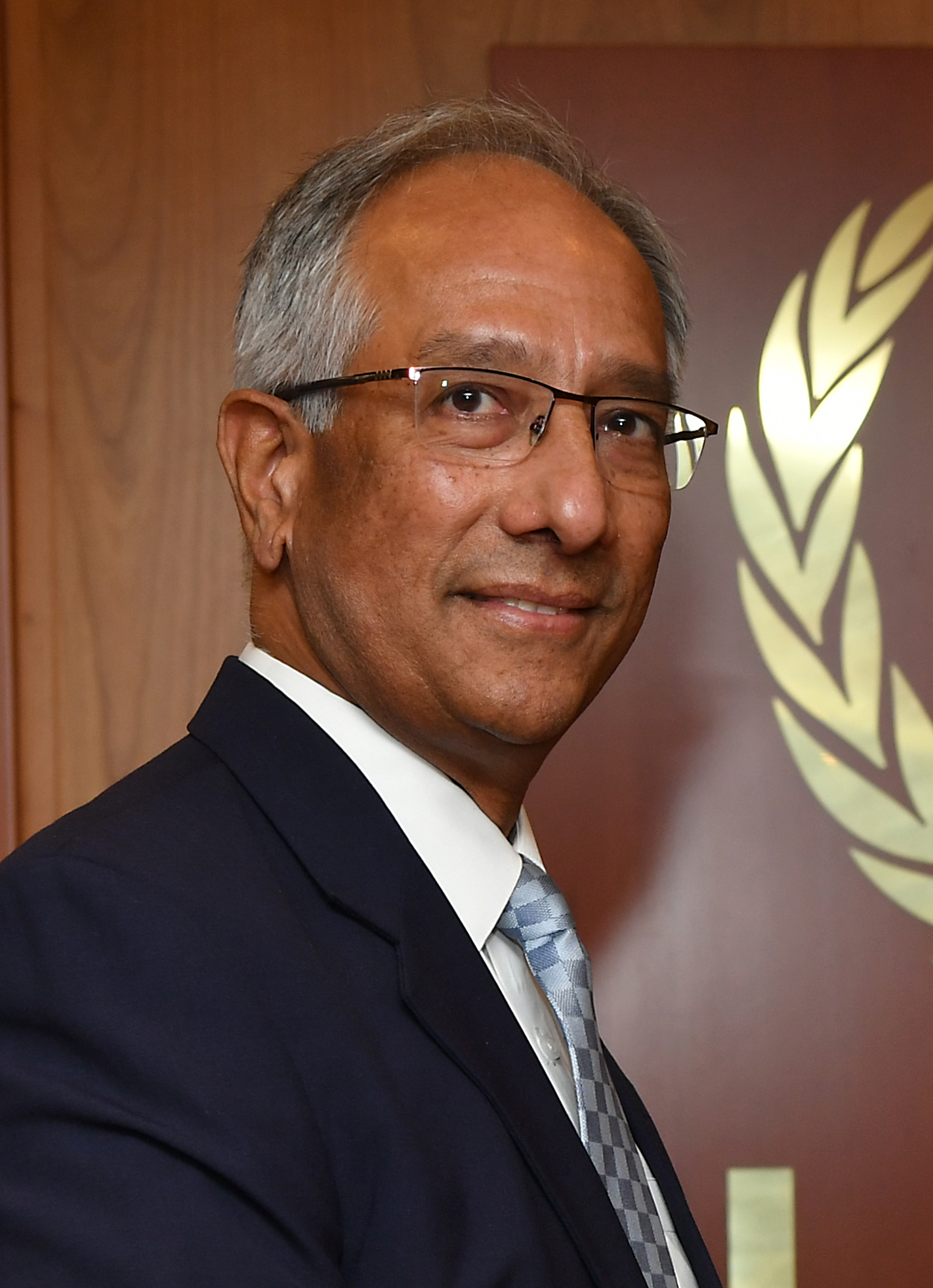
Aftab Ahmad Khokher (2020)

Aftab Ahmad Khokher (* 18. Mai 1964) ist ein pakistanischer Diplomat.

## Werdegang
Aftab Ahmad Khokher hält einen Master of Business Administration, einen Master in Wirtschaftswissenschaften sowie einen Master in „Politik der Weltwirtschaft“. Er stieg 1991 in den diplomatischen Dienst Pakistans ein. Von 1993 bis 1995 sowie von 1999 bis 2004 war er Referent im pakistanischen Außenministerium. Zwischenzeitlich machte er Station an pakistanischen Vertretungen im Ausland, darunter von 1995 bis 1999 an der pakistanischen Botschaft in Usbekistan. Von 2004 bis 2010 war er Mitarbeiter der Ständigen Vertretung Pakistans bei den Vereinten Nationen in Genf in der Schweiz. Von 2011 bis 2012 war er Sekretär für interparlamentarische Angelegenheiten im Senatssekretariat. Danach war er bis 2015 Generalkonsul am pakistanischen Generalkonsulat in Dschidda in Saudi-Arabien. Von 2015 bis 2018 war Aftab Ahmad Khokher pakistanischer Botschafter im Libanon. Von 2018 bis 2020 war er Sekretär in der Amerika-Abteilung des pakistanischen Außenministeriums. Seit dem 30. September 2020 ist Aftab Ahmad Khokher pakistanischer Botschafter bei der Republik Österreich. Er ist außerdem als pakistanischer Botschafter in der Slowakei akkreditiert. Außerdem ist er Ständiger Vertreter Pakistans bei den Vereinten Nationen in Wien.

## Privates
Aftab Ahmad Khokher ist verheiratet und hat zwei Söhne.